# Lucia Banti
Pour les articles homonymes, voir Banti.
Lucia Scafati dite Lucia Banti, née le 14 janvier 1926 à Rome (Latium) et morte le 1er octobre 2010 à Jesi (Marches), est une actrice de cinéma italienne.

## Biographie
Entre 1953 et 1961, Banti apparaît dans de nombreux films, où cette actrice séduisante et photogénique, qui travaillait auparavant comme couturière, obtient des rôles secondaires, surtout dans des comédies, ainsi qu'un rôle principal, celui de la fille d'Aldo Fabrizi dans Hanno rubato un tram. En 1962, elle se marie avec Lamberto Bizzarri et devient propriétaire du Palazzo Bello di Recanati.

## Filmographie
- 1953 : Verdi (Giuseppe Verdi) de Raffaello Matarazzo
- 1953 : Gran varietà de Domenico Paolella
- 1953 : Se vincessi cento milioni de Carlo Campogalliani
- 1954 : Ces voyous d'hommes (Il paese dei campanelli) de Jean Boyer
- 1954 : Hanno rubato un tram d'Aldo Fabrizi
- 1954 : Pitié pour celle qui tombe (Pietà per chi cade) de Mario Costa
- 1955 : La Bague fatale (Lacrime di sposa) de Sante Chimirri
- 1956 : Fiesta Brava, film inachevé de Vittorio Cottafavi
- 1957 : Onore e sangue (it) de Luigi Capuano
- 1959 : Judith et Holopherne (Giuditta e Oloferne) de Fernando Cerchio
- 1960 : La donna di ghiaccio d'Antonio Racioppi
- 1961 : Gli scontenti (it) de Giuseppe Lipartiti